# Bloxamia leucophthalma
Bloxamia leucophthalma är en svampart som först beskrevs av Joseph-Henri Léveillé, och fick sitt nu gällande namn av Franz Xaver von Höhnel 1910. Bloxamia leucophthalma ingår i släktet Bloxamia och familjen Helotiaceae.   Inga underarter finns listade i Catalogue of Life.